# ماریو جیمنو
ماریو جیمنو (انگلیسی: Mario Gimeno؛ زادهٔ ۵ اکتبر ۱۹۶۹) بازیکن فوتبال اهل اسپانیا است.
از باشگاه‌هایی که در آن بازی کرده است می‌توان به باشگاه فوتبال رایو وایکانو اشاره کرد.
وی همچنین در تیم‌های ملی فوتبال زیر ۲۱ سال اسپانیا و زیر ۲۳ سال اسپانیا بازی کرده است.